# Edgeworth (Pennsylvania)
Edgeworth  è una borough degli Stati Uniti d'America, nella contea di Allegheny nello Stato della Pennsylvania. Secondo il censimento del 2000 la popolazione è di 1.730 abitanti.

## Società

### Evoluzione demografica
La composizione etnica vede una prevalenza della razza bianca (95,84%) seguita da quella afroamericana (1,97%).
| borough di Edgeworth Popolazione |       |
| 2000                             | 1.730 |
| Stima al 01-07-07                | 1.600 |